# Apertura dell'Oceano Atlantico settentrionale
L'apertura dell'Oceano Atlantico settentrionale è un evento geologico che si sviluppò nel corso di qualche milione di anni, in seguito alla frantumazione del supercontinente Pangea. Quando la placca euroasiatica e la placca nordamericana si separarono durante lo stadio finale della frammentazione della Pangea nel corso del Cenozoico, si ebbe la formazione dell'Oceano Atlantico settentrionale. I geologi ritengono che la frammentazione fu causata sia da processi primari come il pennacchio dell'Islanda, che da processi secondari di estensione litosferica collegati alla tettonica delle placche.

## Descrizione

La frammentazione della Pangea.

Rocce della provincia magmatica dell'Atlantico settentrionale sono state trovate in Groenlandia, nel bacino del Mare di Irminger, nelle isole Fær Øer, nel plateau Vøring (al largo della Norvegia), nel bacino delle Fær Øer-Shetland, nel Moray Firth e in Danimarca.
Il supercontinente Pangea è esistito tra il Paleozoico superiore e il Mesozoico inferiore e iniziò a frammentarsi circa 200 milioni di anni fa, con un processo avvenuto in tre fasi. La prima fase, che fu anche la più importante, iniziò tra il Giurassico inferiore e il medio e si sviluppò tra il Nord America e l'Africa. La seconda fase cominciò durante il Cretacico inferiore. L'Oceano Atlantico meridionale si aprì all'incirca 140 milioni di anni fa quando l'Africa si separò dall'America del Sud, mentre l'India si separava dall'Antartide e dall'Australia, formando l'Oceano Indiano. La fase finale avvenne durante il Cenozoico, quando la Laurentia si separò dall'Eurasia. La separazione tra i due supercontinenti permise l'espansione dell'Oceano Atlantico.